# Körmendi János (zenész)
Körmendi János (1941 – Kanada, 2016. július 20. előtt) zenész, szülész-nőgyógyász, az Illés-együttes dobosa.

## Élete
Eredetileg hegedülni tanult 12 évig, majd Svarba Zoltánhoz járt dobórákra 18 éves koráig. Az Illés együttesben második dobosként játszott, 1962-ben került Rozinszky Csaba helyére. 1962. szeptember 5-én játszott először az Illéssel a Petőfi Sándor utca 5. szám alatti Építők Klubjában. Ő dobolt 1964-ben a Long Tall Sally, Chapel of Love, 64 és az Ostinato dalokat tartalmazó kislemezen, s 1965-ben a Séta az aranyhúrokon és a Protonok tánca című instrumentális számban, valamint a Táskarádió című dalban. 1966 májusáig játszott a zenekarral, mivel pályakezdő orvosként nem tudott eljárni a próbákra és koncertekre. Ekkor Körmendit Pásztory Zoltán váltotta. 1969-ben szakvizsgát tett, majd 1970 áprilisában Kanadába költözött, ahol később évtizedekig szülész-nőgyógyászként dolgozott.